# وکیل کل انگلستان و ولز
وکیل کل انگلستان و ولز (به انگلیسی: Attorney General for England and Wales) مشاور حقوقی ارشد پادشاهی و دولت در امور مربوط به انگلستان و ولز و همچنین بالاترین رتبه در میان افسران حقوقی دربار است. وکیل کل رهبر دفتر وکالت کل است و هم‌اکنون در کابینه حضور دارد (اما عضوی از آن نیست). برخلاف کشورهای دیگری که از نظام حقوقی کامن لا استفاده می‌کنند، وکیل کل مسئول اجرای عدالت نیست. این وظیفه را وزیر دادگستری و لرد اعظم انجام می‌دهند. رئیس کنونی همچنین همزمان وکیل کل ایرلند شمالی است.
سمت وکیل کل دست‌کم از سال ۱۲۴۳ وجود داشته است؛ سوابق این سال نشان می‌دهند که یک وکیل حرفه‌ای برای نمایندگی از منافع پادشاه در دادگاه استخدام شده است. این سمت نخستین بار سال ۱۴۶۱ نقش سیاسی بر عهده گرفت، در این سال صاحب این مقام به مجلس اعیان احضار شد، تا به دولت دربارهٔ مسائل حقوقی مشاوره دهد. در سال ۱۶۷۳، وکیل کل به‌طور رسمی مشاور و نمایندهٔ دربار در امور حقوقی شد، اگرچه هنوز به جای مشاوره در زمینهٔ دعوی قضایی تخصص داشت. در آغاز سدهٔ بیستم، این سمت از دعوی قضایی دور شد و بیشتر به سوی مشاوره حقوقی رفت. امروزه، تعقیب قضایی را سرویس تعقیب کیفری انجام می‌دهد و بیشتر مشاوره‌های حقوقی به ادارات دولتی را اداره حقوقی دولت ارائه می‌دهد، که هردو تحت نظارت وکیل کل هستند.